# Ochrotrichia avis
Ochrotrichia avis är en nattsländeart som beskrevs av Bueno-soria och Ralph W. Holzenthal 1998. Ochrotrichia avis ingår i släktet Ochrotrichia och familjen smånattsländor. Inga underarter finns listade i Catalogue of Life.